# Pico do Fogo
O Pico do Fogo é a montanha mais alta de Cabo Verde, atingindo no cume 2829 m de altitude, e a 120.ª mais proeminente do mundo. É um estratovulcão ativo na Ilha do Fogo. Tem 1672,35 km de isolamento topográfico.
O cone principal teve a sua última erupção em 1675, causando emigração em massa da ilha, enquanto que uma saída subsidiária – Pico Pequeno – expeliu lava pela última vez na erupção iniciada em 23 de Novembro de 2014. . A lava do vulcão do Fogo destruiu  totalmente a localidade de Portela.
A única erupção mortal foi a de 1847 devido a sismos consequentes.
O Pico do Fogo destaca-se a leste de uma grande caldeira que tem a base a cerca de 1800 metros de altitude. Uma pequena aldeia – Chã das Caldeiras – fica no interior dessa caldeira.
Durante os 77 dias da sua última erupção, entre a 23 de Novembro de 2014 e 8 de Fevereiro de 2015, o vulcão da ilha do Fogo expeliu entre 100 e 125 milhões de toneladas de lava sob a forma de derrames que destruíram duas povoações, terras agrícolas e várias infra-estruturas, e obrigaram ao desalojamento de cerca de mil pessoas, totalizando um prejuízo de 45 milhões de euros.

## Imagen

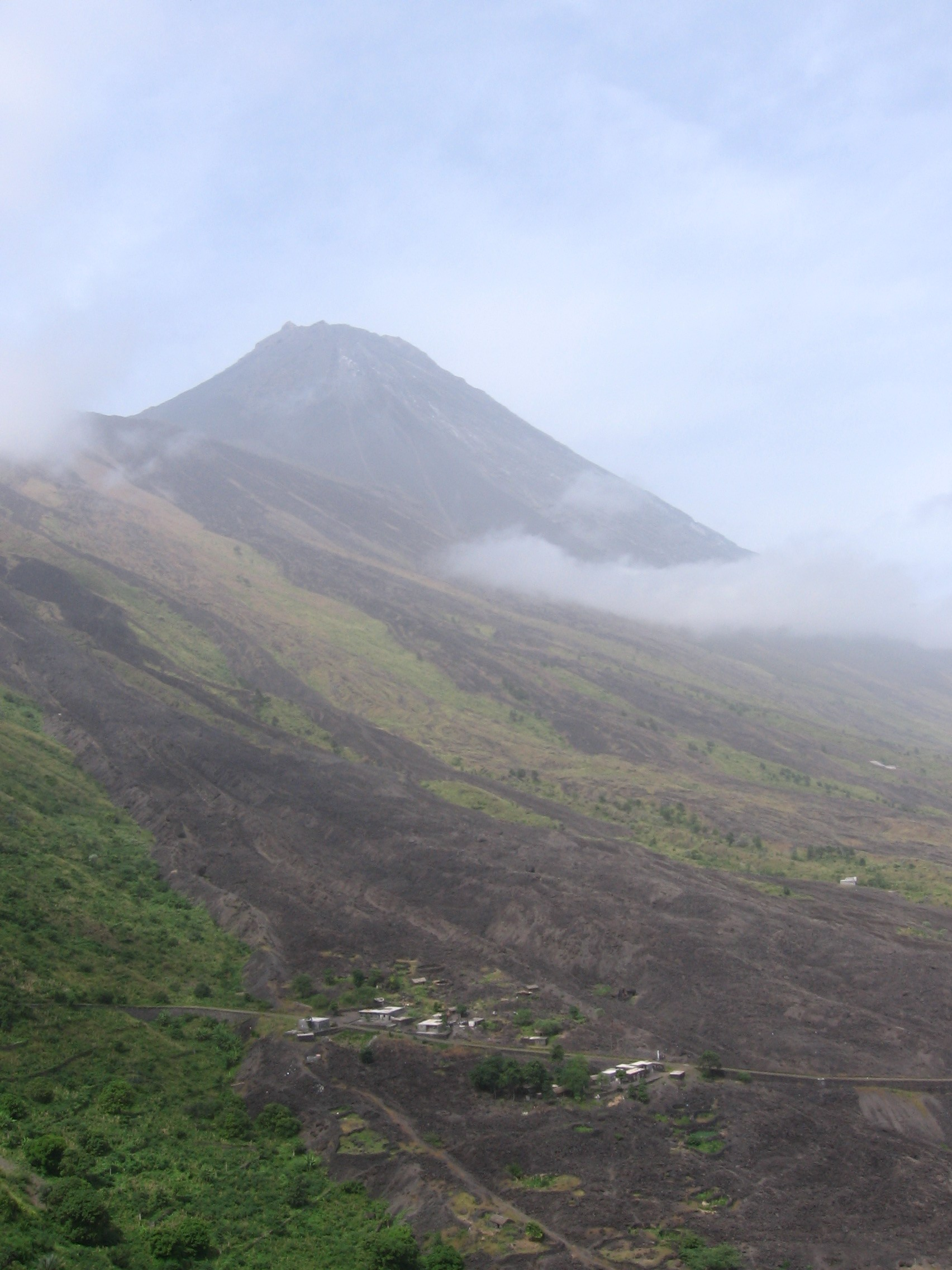
Pico do Fogo, visto da sua vertente leste.
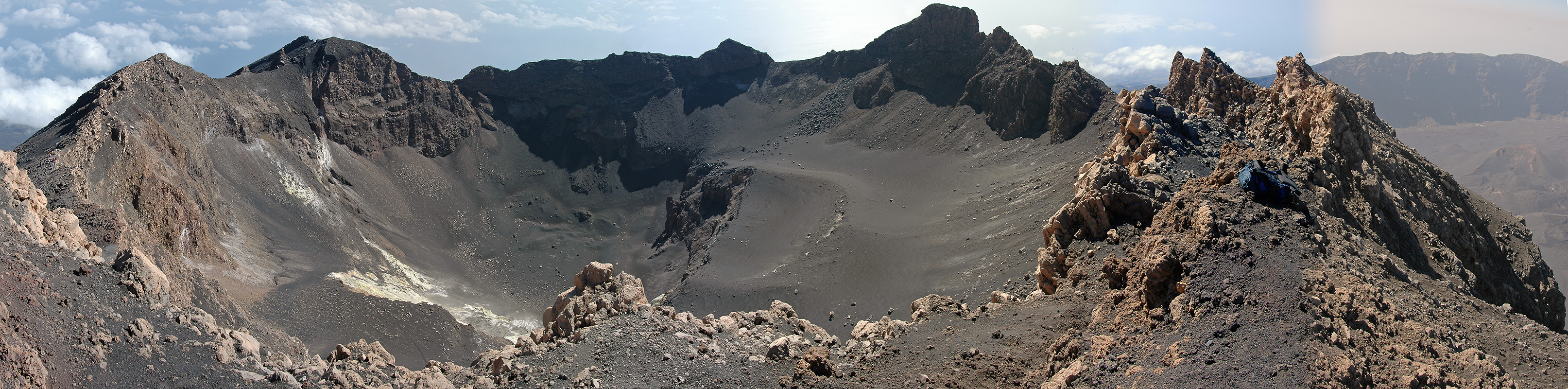
Caldeira do Pico do Fogo. Ao longe, do lado direito, vê-se a Chã das Caldeiras.